# Ivan Pietor
Ivan Pietor (29. července 1904 Turčianský Svätý Martin – 6. června 1977 Trenčín) byl slovenský a československý právník, politik, poválečný pověřenec spravedlnosti, poslanec Prozatímního Národního shromáždění a Ústavodárného Národního shromáždění za Demokratickou stranu a ministr vlád Československa. Po roce 1948 byl vytlačen z politického života a pronásledován.

## Biografie
V roce 1921 absolvoval gymnázium v Turčianském Svätém Martinu, v letech 1921–1926 vystudoval Právnickou fakultu Univerzity Karlovy. Od roku 1930 do roku 1944 působil jako advokát v Bratislavě. Během studií se začal veřejně angažovat. Byl členem akademického spolku Detvan. Za druhé světové války působil v odboji, spolupracoval s Vavro Šrobárem, podílel se na hospodářské přípravě slovenského národního povstání a zasedal v povstalecké Slovenské národní radě a v 1. Sboru pověřenců byl pověřencem spravedlnosti (spolu s Jozefem Šoltészem, kterému pak ve 2. Sboru pověřenců dělal zástupce. Organizoval přechody francouzských zajatců z Maďarska na Slovensko a jejich začlenění do ozbrojených povstaleckých složek. Od října 1944 do ledna 1945 působil v ilegalitě. Od února 1945 se stal pracovníkem legislativního odboru při předsednictvu delegace Slovenské národní rady na osvobozeném území v Košicích a stal se zástupcem pověřence vnitra. Byl mu udělen Řád Slovenského národního povstání, francouzský Řád čestné legie a Croix de guerre a polský Řád Polonia Restituta.
Ve 4. Sboru pověřenců na počátku roku 1945 působil na postu zástupce pověřence vnitra Gustáva Husáka. V srpnu 1945 byl delegáty národních výborů zvolen za poslance Slovenské národní rady. Zasedal zde do roku 1946.
V letech 1945–1946 byl poslancem Prozatímního Národního shromáždění za Demokratickou stranu. Po parlamentních volbách v roce 1946 se stal poslancem Ústavodárného Národního shromáždění, kde formálně zasedal až do voleb roku 1948.
Zastával i vládní funkce. V letech 1945–1946 byl ministrem pro vnitřní obchod v první vládě Zdeňka Fierlingera a druhé vládě Zdeňka Fierlingera a pak v letech 1946–1948 ministrem dopravy v první vládě Klementa Gottwalda.
Na jaře 1946 byl členem užšího předsednictva Demokratické strany. Na podzim 1946 stál v čele frakce, která chtěla sesadit z čela strany předsedu Jozefa Lettricha a nastolit smířlivější kurz vůči KSČ, jež po vítězství Demokratické strany ve volbách 1946 stupňovala své útoky na demokraty. Členové frakce neměli za cíl zničit stranu jako nezávislou sílu slovenské politiky ale spíš byli vedeni mylným přesvědčením, že agitace KSČ proti DS je cílena pouze na luteránsko-agrárnické křídlo. Pietorův pokus o zvrat byl každopádně neúspěšný.
V únoru 1948 podal spolu s dalšími ministry za DS demisi. Po únorovém převratu v roce 1948 odešel z politického života. Byl pronásledovaný komunistickým režimem. Pracoval jako dělník a podnikový právník v Bratislavě. Později byl vysídlen do Zlatých Moravců. Jako penzista žil v Trenčíně. Amatérsky se zabýval malbou.
Byl vnukem novináře Ambra Pietora a bratrem herečky Nadi Hejné. Jeho synem byl divadelní režisér Miloš Pietor.